# 24984 Usui
24984 Usui è un asteroide della fascia principale. Scoperto nel 1998, presenta un'orbita caratterizzata da un semiasse maggiore pari a 2,2598660 UA e da un'eccentricità di 0,2520711, inclinata di 10,52960° rispetto all'eclittica.